# 太原铁路运输中级法院
太原铁路运输中级法院是中华人民共和国山西省的一所铁路运输中级法院，位于山西省太原市杏花岭区建设北路199号。

## 沿革
1954年，太原铁路沿线专门法院成立。1955年4月1日，该院更名为太原铁路运输法院。1957年9月，根据中华人民共和国国务院《关于撤销铁路、水上运输法院的决定》，该院撤销。
1981年，太原铁路运输中级法院成立。1983年，该法院随着太原铁路局并入北京铁路局而被撤销。
2006年7月28日，太原铁路运输中级法院恢复成立。

## 辖区
本法院的辖区是太原铁路局的辖区。

## 历任院长
- 石治文（2006年7月－）[3]

## 对应铁路运输基层法院
- 太原铁路运输法院
- 大同铁路运输法院
- 临汾铁路运输法院